# Lev stærkt
Lev Stærkt er en dansk ungdomsfilm fra 2014 instrueret af Christian E. Christiansen. I hovedrollerne er Cyron Melville, Jakob Oftebro og Danica Curcic. Derudover medvirker Joakim Ingversen som er kendt fra X Factor, Bingo Banko, Vild med dans og DR Ultra.

## Medvirkende
- Cyron Melville - Nikolaj
- Jakob Oftebro - Martin
- Danica Curcic - Signe
- Caspar Fomsgaard - Kenn
- Joakim Ingversen - Tonny
- Natalie Madueño - Lisa
- Josephine Park - Nete
- Sophia Hvidtfeldt - Thea
- Hadi Ka-Koush - Ramsi
- Thomas Chaanhing - bilsælger
- Martin Greis-Rosenthal - familiefar
- Alexander Karim - Jobbe
- Esben Dalgaard Andersen - Nikolajs chef